# Несвицкий, Василий Фёдорович
Князь Василий Фёдорович Несвицкий (1704— 25 апреля 1771) — русский вице-адмирал и санкт-петербургский губернатор (1761—1764) из рода Несвицких.

## Биография
Родился 22 марта (2 апреля) 1704 года — старший сын подполковника Фёдора Ивановича Несвицкого и, согласно барону М. Л. Боде-Колычеву, Пелагеи Дмитриевны Давыдовой; братья: капитан-командор Михаил Фёдорович и Иван Фёдорович.
Службу начал в 1715 году; с 1718 года — гардемарин; 2 марта 1721 года был произведён в унтер-лейтенанты. Переведённый в декабре 1727 года в Астрахань с производством в лейтенанты, князь Несвицкий прослужил там пять лет, в январе 1733 года был записан в лейтенанты майорского ранга и переведён в Ревель, где вскоре он получил в командование брандвахтенный фрегат «Карлус Кронвален». 20 декабря 1740 года Несвицкий был назначен интендантом петербургской партикулярной верфи с производством в полковничий ранг. Эту должность он занимал больше 20-ти лет, причём 5 мая 1757 года был произведён в контр-адмиралы. 23 июня 1761 года был уволен от морской службы для определения к статским делам, и вслед за тем состоялось назначение его на должность петербургского гражданского губернатора, в которой он прослужил менее трех лет. В 1764 году он вышел в отставку с производством в вице-адмиралы.
Умер 25 апреля (6 мая) 1771 года. Погребён на Лазаревском кладбище Александро-Невской лавры.
У князя В. Ф. Несвицкого в браке с Богданой Ивановной Ушаковой было семеро детей (4 сына и 3 дочери): Александр, Сергей (подполковник), Иван (тайный советник; 1740—1806), Пётр (бригадир; ?—1816), Дарья (1751—1809, в замужестве Писарева), Анна и Елена (1744—1831; мать князя В. С. Трубецкого и графини Е. С. Самойловой). Ни один из сыновей Василия Фёдоровича не оставил потомства, и с их смертью эта линия князей Несвицких в мужском поколении пресеклась.